# Linda Perhacs
Linda Arnold conocida como Linda Perhacs (Mill Valley, California, 1943) es una cantante estadounidense de folclore psicodélico.
A finales de la década de los 60, Linda trabajaba como una higienista dental en Beverly Hills, California mientras que en su tiempo libre se dedicaba a escribir canciones. Uno de sus pacientes en el consultorio dental era el compositor Leonard Rosenman, quien impresionado al escuchar uno de sus demos, decidió producir su álbum debut titulado Parallelograms durante los años 1969 y 1970. Lamentablemente, este disco no vendió muchas copias y Linda tuvo que dejar su proyecto musical para volver a trabajar como higienista dental.
En 1998, Michael Piper productor del sello discográfico Wild Places, reeditó el álbum Parallelograms. Tiempo después, en el año 2000 contactó a Linda, la cual proveyó más grabaciones que ayudaron a expandir otras reediciones del mismo disco tales como las de 2008 por Sunbeam Records, la de Mexican Summer y Sundazed Records (ambas en 2010) y la de Anthology Records en 2014.
Debido a este redescubrimiento que los aficionados a la música de Linda Perhacs experimentaron, especialmente a través de internet, su popularidad creció proporcionalmente con el movimiento New Weird America.
En 2014, Linda graba un nuevo álbum titulado The Soul of All Natural Things, el cual fue lanzado a través del sello Asthmatic Kitty (fundado por Sufjan Stevens) e incluyó la colaboración de otros cantantes como Julia Holter y Nite Jewel.
En 2017, Perhacs lanza su tercer álbum I’m a Harmony a través del sello Omnivore Recordings, este disco incluye colaboraciones con Devendra Banhart, Nels Cline, entre otros.